# Ясинувата
Ясинува́та — місто в Україні, у Донецькому районі Донецької області. Адміністративний центр Ясинуватської міської громади. У 2012 році населення складало 35 217 людини.
Місто є залізничним вузлом, тут розміщені підприємства з обслуговування залізничного транспорту; заводи: машинобудівний, великопанельних блоків, метлаських плиток, борошномельний.
За даними мап РНБО, 28 вересня 2014 року остаточно окупована Російською Федерацією та підконтрольним їй терористичним формуванням «Донецька народна республіка».

## Географія
Ясинувата знаходиться в центральній частині області у верхів'ях річок Кальміус і Кривий Торець, на автодорозі Донецьк-Харків, у вузлі залізниць (залізнична станція Ясинувата). Великий залізничний вузол. Відстань до Донецька: автошляхами — 12 км, залізницею — 12 км. Відстань до Києва: по автодорогах — 739 км, залізницею — 854 км.

## Історія
Заснована в 1872 році як пристанційне селище, яке на початку 20 століття перетворилася на важливий залізничний вузол.
18 травня 1884 р. відбулося урочисте відкриття Катерининської залізниці від станції Ясинувата через Катеринослав і Кривий Ріг до станції Долинська. Промотором цього проекту був відомий український інженер Олександр Поль.
Під час революції 1905—1907 в селищі діяла місцева дружина. Утворена 8 грудня 1905, вона роззброїла місцевих жандармів та адміністрацію, а після збройної сутички — і 12-у роту 280-го піхотного Балаклавського полку. Дружина була розгромлена царськими військами 17 грудня 1905 у боях за станцію Горлівка. 18 ясинуватців за вироком Одеського військового суду було засуджено до каторжних робіт.
У 1938 селище Ясинувата стало містом районного підпорядкування. 
Під час Другої Світової війни Ясинувату було окуповано німецькими військами. 7 вересня 1943 місто зайняли радянські війська. У 1946 розпочалося будівництво машинобудівного заводу, який 1947 виробив першу продукцію.

## Сучасність
1991 в Україні відновлено суверенну владу.
1997 затверджено символіку Ясинуватої — її герб та прапор, а також встановлено пам'ятний знак засновникам міста.

### Російсько-українська війна
У 2014 році в місті розгорнулися бойові дії в ході війни на Донбасі.
Під час бойових дій в Ясинуватій обидві сторони понесли втрати, місто зазнало руйнувань, діти та дорослі переховувалися декілька тижнів у підвалах, частина населення втекла. В місті не працювали магазини, було перекрито газо- та водопостачання, не було електрики. Мешканці змушені були готувати їжу на вогнищах. 21 жовтня преса повідомила про відновлення електропостачання у місті.
В середині вересня 2014 року українським військовим довелось відступити з міста й восени того ж року уряд визнав його окупованим Російською Федерацією.
Попри оголошені режими припинення вогню, «перемир'я», тощо, поруч з містом відбувались бойові зіткнення та обстріли. Так, наприклад, протягом лише однієї доби — 29 січня 2017 року Спеціальна моніторингова місія ОБСЄ зафіксувала 2260 порушень режиму припинення вогню, переважно у трикутнику Донецький аеропорт — Авдіївка — Ясинувата.
Під час повномасштабного російського вторгнення в червні 2022 року як подарунок від губернатора Челябінської області РФ до міста було доправлено сучасне медичне обладнання, яке російські окупанти викрали із захопленого та знищеного ними Маріуполя.
5 липня 2022 року сталася пожежа в одному із місць розташування особового складу окупаційних військ РФ.

## Населення
За даними перепису 2001 року населення міста становило 36903 особи, з них 27,15 % зазначили рідною мову українську, 72,44 % — російську, 0,09 %— вірменську, 0,07 %— білоруську, 0,02 %— циганську та румунську, 0,01 %— польську, грецьку та болгарську, а також угорську мову

### Національний склад
Національний склад населення за даними перепису 2001 року:
| Національність  | Відсоток |
| --------------- | -------- |
| українці        | 68,88%   |
| росіяни         | 28,75%   |
| білоруси        | 0,63%    |
| вірмени         | 0,41%    |
| греки           | 0,29%    |
| азербайджанці   | 0,15%    |
| молдовани       | 0,10%    |
| інші/не вказали | 0,79%    |

### Мовний склад
Розподіл населення за рідною мовою за даними перепису 2001 року:
| Мова            | Кількість | Відсоток |
| --------------- | --------- | -------- |
| російська       | 26734     | 72.44%   |
| українська      | 10018     | 27.15%   |
| вірменська      | 32        | 0.09%    |
| білоруська      | 27        | 0.07%    |
| інші/не вказали | 92        | 0.25%    |
| Усього          | 36903     | 100%     |

## Транспорт
Північною околицею міста проходить автошлях E50М30.

## Пам'ятки
В околицях міста розкопано 25 курганів, у яких виявлено 47 поховань: 26 — епохи міді-бронзи, 21 — кочовиків, у тому числі одне поховання тюрка середини XI ст. н. е.
У місті Ясинувата Донецької області на обліку перебуває 13 пам'яток історії та монументального мистецтва. Також на цьому обліку перебувають 3 пам'ятники В. І. Леніну.

## Люди
У місті народилися:
- Гриценко Микола Олімпійович (1912—1979) — актор театру та кіно. Народний артист СРСР.
- Закоморний Микола Степанович — хорунжий Армії УНР, хімік, спеціаліст у галузі біохімії.
- Ковтун Валерій Петрович  (1944—2005) — артист балету, балетмейстер. Народний артист СРСР.
- Скрипник Микола Олексійович  (1872—1933) — радянський партійний і державний діяч, запровадник політики українізації.
- Малькевич Владислав Леонідович — державний діяч.
- Мар'єнко Віктор Семенович — радянський футболіст; заслужений тренер РСФСР (1963), старший тренер команди «Торпедо» (Москва) — Чемпіон СРСР.
- Горбунов Валерій Михайлович — шаховий проблеміст, чемпіон світу з шахової композиції.
- Дорохович Антонелла Миколаївна (* 1933) — український фахівець у галузі технології кондитерських виробів.